# Xã Wittenberg, Quận Hutchinson, Nam Dakota
Xã Wittenberg (tiếng Anh: Wittenberg Township) là một xã thuộc quận Hutchinson, tiểu bang Nam Dakota, Hoa Kỳ. Năm 2010, dân số của xã này là 218 người.